# Општина Червенија (Телеорман)
Червенија (рум. Cervenia) општина је у Румунији у округу Телеорман.
Oпштина се налази на надморској висини од 34 m.